# Parafia Wszystkich Świętych w Strzałkowicach
Parafia Wszystkich Świętych w Strzałkowicach − parafia rzymskokatolicka znajdująca się w archidiecezji lwowskiej w dekanacie Sambor.